# Polskie Przedsiębiorstwo Wydawnictw Kartograficznych
Polskie Przedsiębiorstwo Wydawnictw Kartograficznych im. Eugeniusza Romera (PPWK) – polskie wydawnictwo kartograficzne działające w latach 1951–2010; było kontynuatorem działalności Zjednoczonych Zakładów Kartograficznych i Wydawniczych „Książnica-Atlas”, założonych w 1921 we Lwowie przez Eugeniusza Romera, i części Biura Kartograficznego Głównego Urzędu Pomiarów Kraju, utworzonego w 1950 w Warszawie; największe polskie wydawnictwo kartograficzne, wydawało mapy i atlasy powszechne i szkolne, mapy turystyczno-krajoznawcze, plany miast i in. oraz literaturę fachową z zakresu geodezji; do 1993 wydało około 6 tys. tytułów w łącznym nakładzie około 300 mln egzemplarzy.
Utworzone 1 października 1951 poprzez połączenie szeregu pracowni redakcyjnych i reprodukcyjnych oraz w wyniku reorganizacji Państwowego Przedsiębiorstwa Fotogrametrii i Kartografii oraz Warszawskiego Okręgowego Przedsiębiorstwa Kartograficznego, do 1991 prowadziło działalność pod nazwą Państwowe Przedsiębiorstwo Wydawnictw Kartograficznych (PPWK).
W 1955 r. oficyna powiększyła się o przeniesioną ze Lwowa i reaktywowaną we Wrocławiu "Książnicę-Atlas", której twórcą był Eugeniusz Romer.
Do 1989 r. PPWK było monopolistą na polskim rynku w zakresie opracowania i publikacji wydawnictw kartograficznych. W 1991 r. powstała spółka pracownicza, która na mocy umowy leasingowej przejęła majątek likwidowanego przedsiębiorstwa państwowego PPWK. W tym samym roku została przekształcona w spółkę akcyjną, a od 1996 r. była notowana na giełdzie.

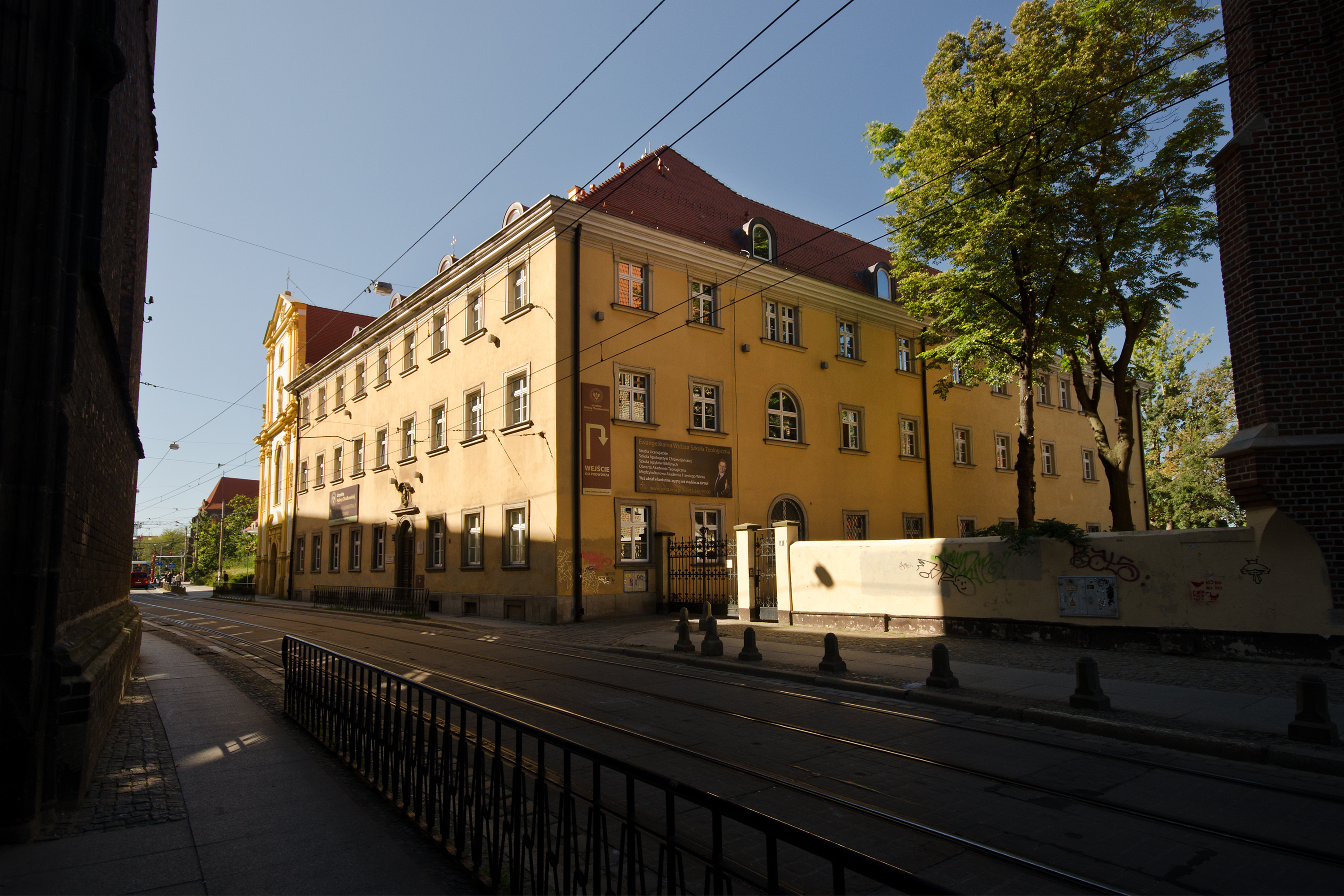
Polskie Przedsiębiorstwo Wydawnictw Kartograficznych we Wrocławiu

W latach 90. XX w. przedsiębiorstwo miało 2 księgarnie firmowe (w Warszawie przy Al. Jerozolimskich 97 i we Wrocławiu przy ul. Oławskiej 2), współpracowało z ponad 60 hurtowniami patronackimi; jego wydawnictwa były dostępne także w ponad 50 stoiskach firmowych w księgarniach oraz w sieci księgarń Empik. W ofercie miało atlasy szkolne: geograficzne i historyczne (11 atlasów w 1997), atlasy ogólne (16 atlasów, w tym 6 atlasów samochodowych), mapy przeglądowe, mapy samochodowo-krajoznawcze państw (26), mapy samochodowe Polski (6), mapy ogólne Polski (7), mapy krajoznawczo-samochodowe województw (16), mapy krajoznawcze części Polski (8), mapy turystyczne (ponad 70), plany miast (ponad 80), podręczne mapy ogólne (9), zestawy map konturowych (9), mapy ścienne (54), plastyczne (4), przewodniki turystyczne (13), globusy (45) i inne, a także podręczniki akademickie.
W 2001 r. PPWK SA powołało spółkę-córkę – PPWK Inwestycje sp. z o.o., przemianowaną w 2005 r. na PPWK GeoInvent sp. z o.o. Miała ona zająć się wprowadzaniem technologii fotogrametrycznych do produkcji map, w tym stworzyć od podstaw i rozwijać mobilny system kartowania pozwalający na szybkie zbieranie danych geograficznych wzdłuż szlaków drogowych i umożliwiający szybką aktualizację baz danych geograficznych. W ciągu następnych dwóch lat PPWK Inwestycje sp. z o.o. realizowała nakreślony przez władze PPWK SA program. Powstał wydział fotogrametrii i teledetekcji, zakupiono dwusilnikowy samolot Cessna 402B przystosowany do wykonywania zdjęć lotniczych, a także lotniczą kamerę fotogrametryczną LMK 2000 marki Zeiss. Chociaż głównym celem PPWK Inwestycje sp. z o.o. był dalszy rozwój technologii mobilnego kartowania oraz zbieranie danych na potrzeby wewnętrzne PPWK SA, spółka zaczęła również realizować projekty na zlecenia zewnętrznych klientów, takich jak Główny Urząd Geodezji i Kartografii czy Agencja Restrukturyzacji i Modernizacji Rolnictwa. W 2006 r., po blisko rocznych negocjacjach, PPWK SA sprzedała GeoInvent sp. z o.o. Tele Atlasowi N.V., który przemianował ją na Tele Atlas Polska sp. z o.o.
30 lipca 2003 r. PPWK sprzedała prawa autorskie do kartografii szkolnej Wydawnictwu Nowa Era. Umowa sprzedaży dotyczyła praw autorskich, praw do znaków towarowych i know-how map i atlasów szkolnych. Łącznie Wydawnictwo Nowa Era przejęło ponad 120 tytułów – atlasów szkolnych do przyrody, geografii i historii, map ściennych, plansz dydaktycznych oraz podręczników do geografii i historii w liceum, a także do edukacji europejskiej w gimnazjum.
1 stycznia 2010 roku PPWK SA wydzieliła działalność wydawniczą do PPWK sp. z o.o. i sprzedała ją cypryjskiej spółce Sunnytop Invest. Ltd. Od tego momentu zaprzestano wydawania map z logo PPWK i pod marką Copernicus. Od 2 lutego 2010 r. PPWK SA działała pod nazwą „MIT Mobile Internet Technology SA”. Z kartografią łączyła ją tylko spółka zależna Navigo – producent map cyfrowych. Latem 2015 zmianie uległa nazwa „MIT Mobile Internet Technology Spółka Akcyjna” na „Lark.pl Spółka Akcyjna” (Lark.pl SA).

## Pracownicy
W PPWK pracowali m.in. Henryk Górski i Jerzy Ostrowski.
W latach 1952–1983 dyrektorem PPWK był Jan Rzędowski.